# Бруси

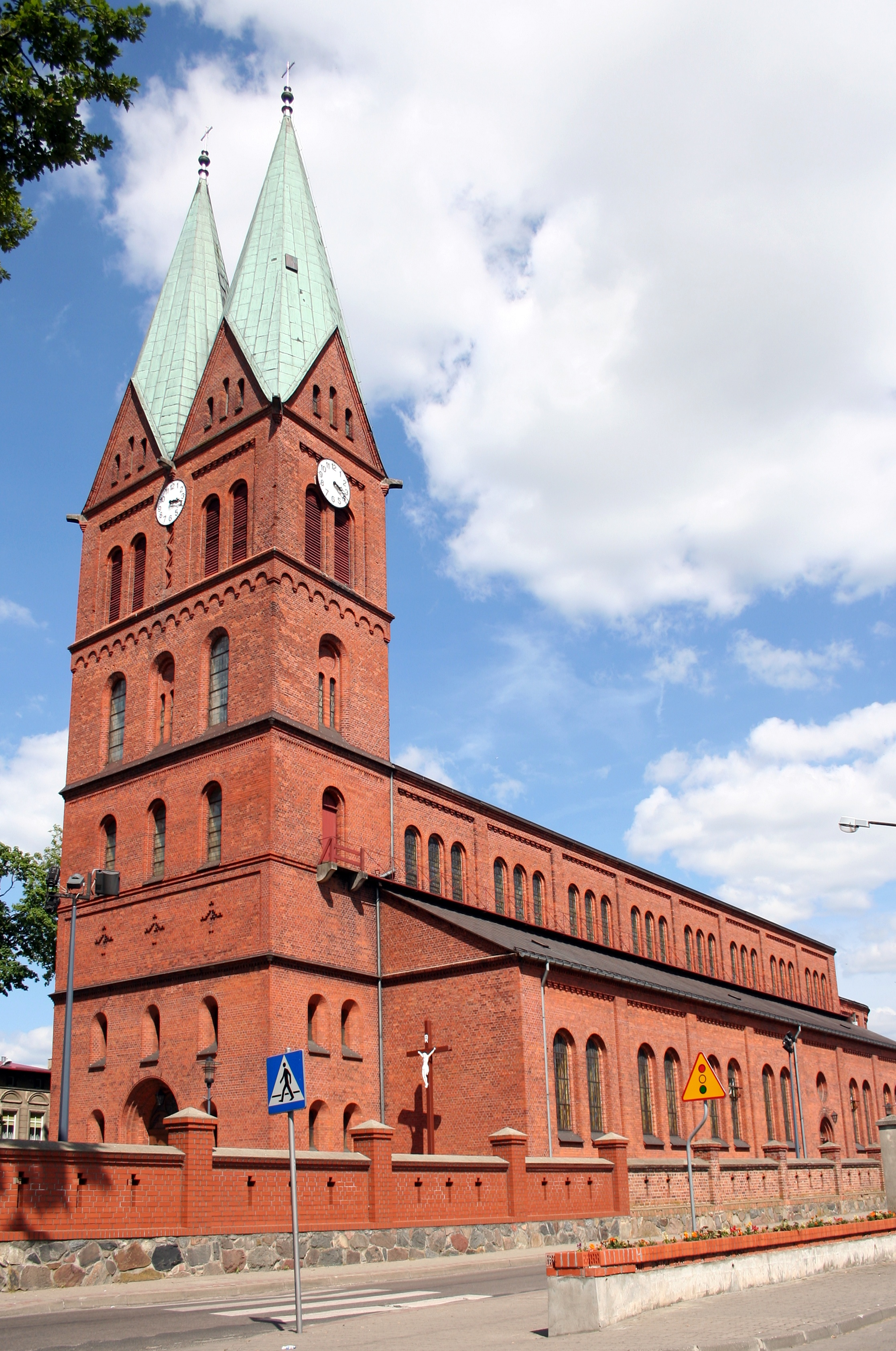
Церква Всіх Святих

Бру́си (пол. Brusy, каш. Brusë, нім. Bruß) — місто в північній Польщі, у Борах Тухольських.
Належить до Хойницького повіту Поморського воєводства.

## Демографія
Демографічна структура станом на 31 березня 2011 року:
|          | Загалом | Допрацездатний вік | Працездатний вік | Постпрацездатний вік |
| -------- | ------- | ------------------ | ---------------- | -------------------- |
| Чоловіки | 2457    | 663                | 1619             | 175                  |
| Жінки    | 2516    | 623                | 1469             | 424                  |
| Разом    | 4973    | 1286               | 3088             | 599                  |